# NFL QB Club 2002
O NFL QB Club 2002 é um jogo eletrônico de futebol americano desenvolvido pela Acclaim Studios Austin e publicado pela Acclaim Studios em 2001 para as plataformas PlayStation 2 e GameCube, foi o último jogo da série NFL Quarterback Club.